# Chrysocolaptes stricklandi
El pito sultán de Ceilán (Chrysocolaptes stricklandi) es una especie de ave piciforme de la familia Picidae endémica de Sri Lanka. En ocasiones es considerada como subespecie del pito sultán moteado. El nombre científico de la especie conmemora al zoólogo británico
Hugh Edwin Strickland.